# Luther-palota
A Luther-palota az evangélikus egyház volt bérháza Kecskeméten a Szabadság téren.

## Leírása

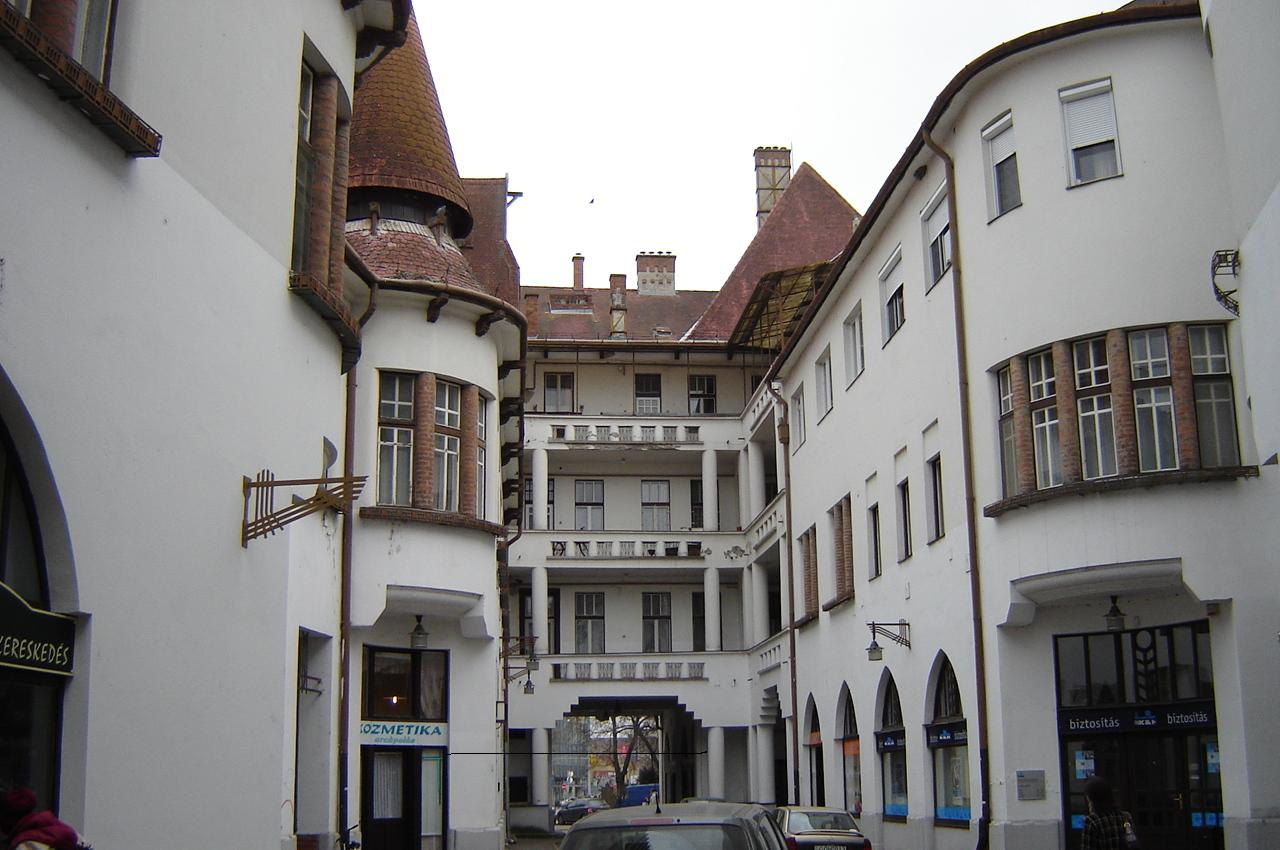
A Luther-palota belső udvara

Mende Valér tervezte, ugyanaz, aki az épülettel szemben álló Református Újkollégiumot is. Az építkezést 1911-ben kezdték, és a földrengés ellenére két éven belül fel is épült.[forrás?]
Az épület stílusában a Fiatalok csoportra jellemzően a székelyföldi elemek dominálnak. Különböző tetőfedő formái, L alakú alaprajza, vakolatdíszei, a Katona József Megyei Könyvtár felé vezető átjárója, csúcsíves ablakai és jó arányai a magyar szecessziós építészet remekévé teszik. Leírható úgy, mint a hegyvidéki építészetnek a város főterének adottságaihoz igazított megjelenése: a hegyvidéki hatásokról árulkodnak a tetőablakok, a faragott erkélyek és az épület hatalmas kapuja is.
Az épület eredeti képét később emeletráépítéssel megbontották. 1945 után államosították, ma is csak részben került vissza az egyház tulajdonába. 1997-ben belül kisebb javításokat végeztek rajta. Ma alsó szintjében üzlethelyiségek működnek, felsőbb szintjein lakások vannak.
Érdekesség, hogy Petőfi Sándor az épület helyén álló egykori evangélikus iskolában tanult 1828 és 1831 között.

## Története
A bérházat az evangélikus lakók közadakozásából építették. A kivitelezésért Popper Zsigmond építési vállalkozó, a statikai számításokért Deutsch Béla felelt. A lakbérekből az egyház és a templom fenntartását fedezték. A megrendelő egyház eredetileg 1917-ben szerette volna felépíteni (1517, a reformáció elindulásának 400. évfordulójára), de az építkezést előrehozták. Mende Valér, aki megbízásakor huszonhárom éves volt, és a bérházat a már említett Református Újkollégiummal egyidőben tervezte, két tervváltozatot készített (az elsőt 1909-ben), melyek közül a nagyobbat fogadták el. Az 1911. július 8-i földrengést kisebb sérülésekkel túlélte az épülőfélben lévő bérház, 1918. december 18-án már lakhatási engedélyt kapott.
Az épület a népköztársaság éveiben az állam kezében volt, amíg az önkormányzat 1992-ben visszajuttatta az evangélikus egyháznak annak ellenére, hogy az nem tartozott az egyházi reprivatizációra vonatkozó törvény hatálya alá. A tulajdonosváltást a 24 lakás több lakója kifogásolta, ami per kezdeményezéséhez vezetett. 1995 októberében az eljárás eredménye az lett, hogy a bérház ismét állami tulajdonba került. Gönczöl Katalin, az állampolgári jogok országgyűlési biztosa megállapította, hogy az eset alkotmánysértő a jogállamiság és a jogbiztonság terén. Az egyház később részben visszakapta a tulajdonviszonyokat, a bérházból befolyó jövedelemből tudta fizetni a belvárosi templom felújítását.